# The Buzzard's Shadow
The Buzzard's Shadow è un cortometraggio muto del 1915 sceneggiato e diretto da Thomas Ricketts.

## Produzione
Il film fu prodotto dalla American Film Manufacturing Company. Venne girato nella San Diego Military Reservation.

## Distribuzione
Distribuito dalla Mutual Masterpicture (Mutual Film), il film uscì nelle sale cinematografiche USA il 9 dicembre 1915.